# Samsung Galaxy C9 Pro
Samsung Galaxy C9 Pro — Android смартфон производства Samsung Electronics. Он был представлен и выпущен в ноябре 2016 года. Это первый смартфон серии Galaxy , оснащенный 6 ГБ оперативной памяти.

## Технические характеристики

### Аппаратное обеспечение
Galaxy C7 — смартфон размером 162,9 x 80,7 x 6,9 миллиметров и весом 189 грамм.
Устройство оснащено поддержкой GSM, HSPA, LTE, двухдиапазонным 802.11 a/b/g/n/ac Wi-Fi с поддержкой Wi-Fi Direct и hotspot, Bluetooth 4.2 с A2DP и LE, из GPS с A-GPS, ГЛОНАСС, BDS системой позиционирования (в зависимости от региона), NFC, FM RDS радио и ANT+. Он имеет порт USB-C 1.0 и вход 3,5 мм аудиоджек.
Galaxy C7 оснащен емкостным сенсорным экраном с диагональю 6 дюймов, типа S-AMOLED с соотношением сторон 16:9 и разрешением Full HD 1080 x 1920 пикселей (плотность 367 пикселей на дюйм), защищен стеклом Gorilla Glass 4. Аккумулятор емкостью 4000 мАч несъёмный. Быстрая зарядка доступна при мощности 18 ватт.
Чипсет Qualcomm Snapdragon 653 с 28-нанометровым технологическим процессом и восьмиядерным CPU. Объем внутренней памяти типа eMMC 5.1 составляет 64 Гб, а объем RAM — 6 Гб (первый смартфон Samsung с 6 Гб оперативной памяти).
Задняя камера имеет 16 мегапиксельный CMOS сенсор (способный записывать максимальное Full HD видео со скоростью 30 кадров в секунду), оснащена автофокусом, HDR и двойной вспышкой, , фронтальная камера также 16 мегапикселей.

### Программное обеспечение
Операционной системой является Android, в версии Marshmallow 6.0.1, официально обновляемой до Android 8.0 Oreo.
Он оснащен пользовательским интерфейсом TouchWiz и голосовым помощником S Voice.